# 강득종
강득종(1979년 3월 29일 ~ )은 대한민국의 배우이다.

## 학력
- 제주대학교 사범대학 부설고등학교

## 출연작

### 영화
- 《공작》 (2018년) - 세탁소 요원 역
- 《꾼》 (2017년) - 장물아비 2 역
- 《해빙》 (2017년) - 강남형사 팀원 2 역
- 《더 킹》 (2017년) - 2부 검사 3 역
- 《계춘할망》 (2016년) - 형사 2 역
- 《인간중독》 (2014년) - 학수패거리 1 역
- 《평양성》 (2011년) - 거창병사 역
- 《해결사》 (2010년) - 종합병원 경찰들 역
- 《구르믈 버서난 달처럼》 (2010년) - 임철민 부하 2 역
- 《거북이 달린다》 (2010년) - 수사대원 2 역

### 드라마
- 《보이스 4》 (2021년, tvN) - 마약범죄조직 일원 역
- 《미스티》 (2018년, JTBC) - 최기섭 역
- 《조작》 (2017년, SBS)